# Орілька (станція)
Орілька — проміжна залізнична станція Харківської дирекції Південної залізниці на електрифікованій лінії Красноград — Лозова між зупинними пунктами Платформа 146 км (5,6 км) та Захар'їнський (8,8 км). Розташована в однойменному селищі Лозівського району Харківської області.

## Історія
Станція відкрита у 1902 році поблизу річки Орілька, під час будівництва залізничної лінії Полтава — Лозова, яка забезпечила рух поїздів у західному та Донбаському напрямках. Важливою віхою в історії станції стали 1960-ті роки, коли почали будівництво електричної централізації управління стрілками, введена тепловозна тяга. Через відкриття Орільського цукрового заводу станція стала вантажною 3-го класу зі штатним розкладом на 52 особи. На станції проводилися вантажні роботи на чотирьох під'їзних коліях і двох орендованих дільницях. Вантаж складався з цукру, зерна, консервованих овочів, макухи, залізобетону.
З розпадом СРСР закрився основний постачальник вантажів — цукровий завод, тож перевезення значно знизилися, проте згодом становище змогли врятувати ТОВ «Агро-світ» та ТОВ «Лан», завдяки яким з'явилися нові під'їзні колії, а станція збільшила навантаження вагонів.
Збереглася перша будівля вокзалу, яка побудована 1902 року. В будівлі вокзалу знаходилися кабінет чергового по станції, квартира начальника станції та квитково-багажна каса. Поруч зі старою будівлею споруджено новий вокзал станції.
Восени 2012 року, на честь ювілею станції, будівлю вокзалу було реконструйовано, а станцію електрифіковано змінним струмом (~25 кВ) в складі дільниці Полтава-Південна — Лозова.

## Пасажирське сполучення
На станції Орілька зупиняються приміські поїзди сполученням Полтава-Південна — Красноград — Лозова.